# Opus interrasile

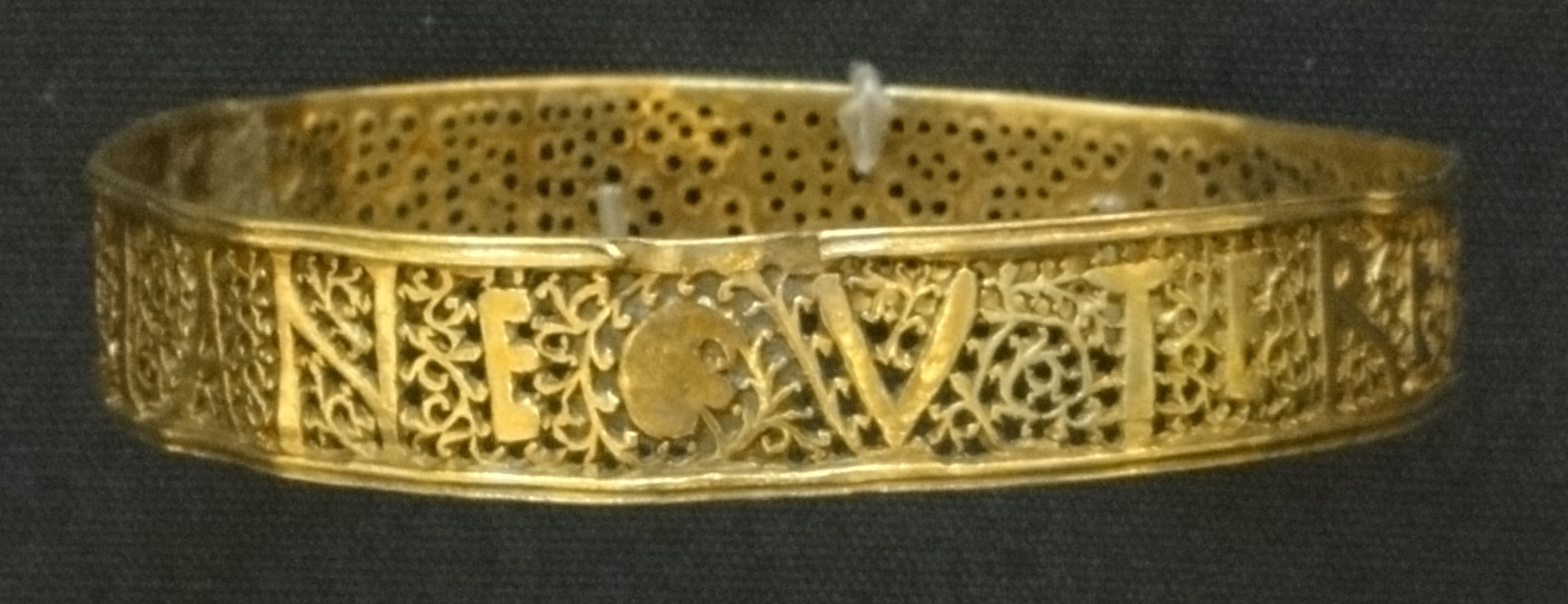
Antiguo brazalete de oro romano del tesoro de Hoxne (encontrado en Gran Bretaña) y enterrado después del 407 d. C., donde se puede leer «Juliana».

Opus interrasile («obra calada») es una técnica de metalurgia perforada desarrollada desde el siglo III a. C., y muy popular en la joyería bizantina. Fue desarrollado y popularizado en la antigua Roma, donde los trabajadores metalúrgicos lo usaron para hacer arabescos y otros diseños similares. La técnica consiste en perforar agujeros en el metal para simular patrones de celosía, joyas de oro caladas, etc. Los patrones a menudo se dibujaban en el metal, y luego se usaban varias herramientas para eliminar los trozos no-deseados.
La técnica puede denominarse más genéricamente como trabajo calado o perforado. La técnica equivalente en Japón se llama sukashibori, y se encuentra en el arte budista.